# AMG動物ドラマシリーズ
AMG動物ドラマシリーズとは東名阪ネット6で放送される、AMGエンタテインメントが製作する動物がメインのドラマシリーズである。またそのドラマの劇場映画版も製作。

## 概説
2006年の「イヌゴエ」から始まったAMGエンタテインメント企画・製作のテレビドラマ及びその映画も含む 所謂“動物シリーズ”で、テーマをペットである犬と猫で入れ替えながらも、主演俳優は一癖、二癖もあるような性格俳優や、意外性の高い俳優、また芸人を主人公に持って行くのが特長である。

## ドラマシリーズ
- イヌゴエ（2006年）
- ネコナデ（2008年）
- 幼獣マメシバ（2009年）

- ねこタクシー（2010年）
- ねこばん（2010年）
- 犬飼さんちの犬（2011年）
- マメシバ一郎（2011年）
  - マメシバ一郎 フーテンの芝二郎（2012年）
  - 幼獣マメシバ 望郷篇（2014年）
- くろねこルーシー（2012年）
- 猫侍（2013年）
  - 猫侍 SEASON2（2015年）
- 猫忍（2017年）
- 柴公園（2018年）

## 劇場用映画
- 犬のおまわりさん てのひらワンコ3D
- ねこあつめの家